# Алод
Ало́д (давньонім. Allod від al — «повний» та od – «володіння») — індивідуально-сімейна земельна власність у варварських королівствах та ранньофеодальних державах  Західної Європи. Володіння «алодом» (на відміну від бенефіції, феоду) не було пов'язане з виконанням феодальної служби і повинностей. Часом слово «алод» використовують як термін безумовного землеволодіння на противагу умовному.
Розрізняють ранній та пізній «алоди». Ранній — це власність на рухоме майно та обмежене право успадкування (по чоловічій лінії) на нерухоме майно (орну землю). Хоч земля і знаходилася у спадковому приватному володінні, але право розпорядження нею належало громаді. Пізній «алод» — це повна, вільновідчужувана власність малих родин. Власністю стала земля яку спершу можна було заповідати, дарувати, а потім і купувати чи продавати. Пізній алод найраніше оформився у вестготів та бургундів (початок VI), потім у франків, де поштовхом до його появи став едикт Хільперіка І наприкінці VI століття, а найпізніше у саксів та фризів — на початку IX століття.